# 六四事件期間的學生組織資金
六四事件的導火索是1989年4月15日胡耀邦逝世。从4月下旬至6月4日2时，大批人群聚集在天安门广场。在此期间，學生運動支持者向学生组织捐赠了大量资金，用于提供食物、水和其他必需品，以维持占领天安門广场的数千名抗议者的生活所需。

## 學運组织
几乎每天都有大量的人聚集在天安門广场上进行抗議，有好幾天甚至成千上万的人前來参加。在5月期间，越来越多的学生从中国其他地方长途跋涉來到北京参加抗议活动。 随着人数的增加，有必要组织示威活动并维持天安門广场秩序。北京高校学生自治联合会就是在這樣的背景下成立的學生組織。:156

## 捐款
对民主运动的捐款来自以下几个方面：北京大学是第一个开始筹集運動资金的大学，学生们在大街上向眾人募捐。包括私营部门、工会和海外华人，特别是在香港也紛紛捐款表示支持。:41蛇口工业区的捐款額超过21万港元。:313四通控股负责人万润南捐款约20万元。:314中华全国总工会是另一个捐款资金来源。:313到5月初，抗議學生从香港中文大学收到10,000港元捐款。:415月27日，香港的支持者举行了全天音乐会，由香港歌手、演员和女演员参加，筹集了大约1300万元港币。:197
捐款資金是通过支持民主的筹款人和其他大型活动等渠道获得的。捐赠包括金钱和物資，例如帐篷和其他基本必需品，包括食物、计算机、高速打印机和先进的通讯设备。学生领袖之一柴玲在1989年5月28日的一次采访中表示，这些捐赠有助于提振学生易受波動的情緒和士气，给抗议者以鼓勵，并有助于改善日益惡化的狀況。

### 香港
在当时仍是英国领土的香港 ，对學生运动提供大量支持，成千上万的民众舉行集会支持學生抗议活动。香港市民支援愛國民主運動聯合會和香港專上學生聯會等团体与其他民主运动人士在推动六四运动中起着关键作用。
香港市民支援爱国民主运动联合会成立于1989年5月21日，那天有100万香港公民参加了游行，历时8个小时，以支持中國大陆学生。香港市民支援爱国民主运动联合会由著名的民主运动人士司徒華發起，港人通过游行示威和筹款活动向北京抗议學生提供支持。在这些筹款活动中，最著名的是5月27日举行的音乐会民主歌聲獻中華，共有30万支持者到場参加。演唱会上包括成龙、梅艳芳、Beyond、邓丽君和张学友等知名人士出席。音乐会筹集了1400万港币，全部捐給天安门抗议者。在6月4日中共清場镇压學生後，香港市民支援爱国民主运动联合会在黃雀行動中發揮了更大的作用，该行動是香港电影制片人岑建勳制定的，用來帮助北京抗议者逃离中國大陆。为了资助这项行动，香港市民支援爱国民主运动联合会舉辦了更多的筹款音乐会，包括持续12小时的音乐会，以募集捐款。
捐款的其他来源也包括学生团体，例如香港专上学生联会，这是一个由几所香港大学组成的大型学生组织，筹集了大约一千万港元。香港大学学生会等其他较小的学生团体也在5月初募集资金并组织了群众集会和示威游行，以支持北京学生。
中國共产党獲知北京抗議學生存在捐款，中国国家安全局在6月1日提交的报告中提到，香港的某些人筹集了2100万港元，以支持抗议者。后来，他们把人数改为3000万，并解释说，这些學生運動的支持者正在分批、每次较小规模地把钱带到中國大陆，其中一个支援小组攜帶了100万港元。

### 世界其他地区
除了香港的支持外，世界其他地方也对天安门示威者提供了支持。美国、加拿大、日本、中華民國、澳大利亚和整个欧洲等国家的公民，与香港的支持者一样，也通过组织大规模的集会和公开信抗议中共政府的行动来表示对北京学生的支持。像在香港一样，这些国家也捐助了大笔資金来支持抗议者。
在台灣，抗议活动得到了支持，民眾紛紛捐款。例如，国家安全會議秘书长蔣緯國发起的“向天安门獻爱”活動籌集了10万新台币。中國国民党的一些成员也参与其中。中國國民黨中央委員會委员黎昌意成立了一个名为“支持大陆民主运动”的基金会，该基金会筹集了1亿新台币的资金。1989年5月，中华人民共和国国家安全部发布了一份报告，该报告認為这些捐赠別有用心，是天安门抗议活动中外部勢力干涉的一部分。中國共产党认为，外国特工正在渗透学生运动，并试图通过促进民主来颠覆中国共產黨統治，以使中国走向自由化，他們正通过捐款来实现这一目标。报告指出在台湾，三民主義統一中國大同盟主委馬樹禮在台灣銀行开了一个银行帐户。此帐户的目的是使台湾公民和团体可以捐款支持大陆的民主学生运动。诸如此类的外国支持行为，以及外国政府人员的介入，助长了中國共产党对学生抗议活动受到外部勢力干預的担忧，这也是中共镇压學生的理由之一。
在美国和加拿大，许多公民慷慨而自发地向抗议者捐款。华侨社区集会支持天安门抗议活动，这是有史以来华侨社区最大的集會之一。6月1日，中共发给政治局的一份报告提到，美国、英国和香港的人们向抗议者捐款超过100万美元和数千万港元。

## 争议

### 收款问题
外界向抗議者捐赠了大笔资金，但很多資金各个民主团体似乎并未收到。大量在海外筹集的资金以支票或汇票的形式寄到了中国，但这些支票或汇票的地址寫的基本上是“学生的自治联盟”、“绝食总部”、“天安门广场总部”這種，甚至還有的只寫“天安门广场”。此类捐赠学生组织根本無法獲得。:163

### 抗议成本上升
5月13日绝食开始时，在天安门广场的抗议活动的成本增加了。最初，绝食抗议者的人数很少，大约有300名学生，:196但是随着人数的增加，支持他们的人群也越来越多。北京高校学生自治联合会的财务每天要花费20万元人民币用于提供食物、水和其他用品。其他组织也有自己的财务系统，有人认为在高峰期每天可能要花费数百万元。:176天安门广场的观察员报告说，由于缺乏组织，在绝食期间浪费了大量资源。刘晓波评论说，几乎所有饮料在喝完前就被扔掉了。吃了一半或根本沒怎麼吃的快餐，一半或整条面包以及其他食品隨處可見。:178

### 会计系统
有指控称，没有一个学生组织拥有良好的会计制度。:195资金的支出和收款混乱。学生不用憑收據報銷，而是直接挪用资金购买必要的物品，甚至有的沒有登記使用目的就直接挪用資金。:41各种各样的学生团体从多个捐助者那里收到大量资金，他们每天都在广场上购买和分发物资给很多人。在这种情况下，学生组织很难准确记录每笔交易。

### 學運組織間衝突
占领天安门广场的一些民主團體之间也存在竞争。相較於學生，北京工人自治联合会的抗議焦點更加关注腐败和通货膨胀。他们抱怨有的学生為了希望保持抗议內容纯正性，一度拒绝让北京工人自治联合会在天安门广场内开展活动。不同学生群体之间也存在矛盾。天安門廣場絕食指揮部接管天安門广场抗議的組織任務时，在绝食第一周期間就筹集了近100万元人民币的北京高校学生自治联合会拒绝將这笔钱移交給天安門廣場絕食指揮部。最终，他们将10万元人民币捐给了天安門廣場絕食指揮部，其余的则扣留下來。:1675月下旬，学生们建立了一个名为保衛天安門廣場總指揮部的新组织来接管天安门广场。由于學運分子之间的激烈冲突，保衛天安門廣場總指揮部很难从北京高校学生自治联合会中获得资金。:196

### 腐败指控
不同群体之间的衝突以及學運組織缺乏财务管理產生了外界對他們的腐败指控。学生领袖甚至被怀疑腐败。成千上万的捐款（大部分来自香港）流入学生组织，但尚未进行会计处理。北京工人自治联合会指控学生领导挪用资金；他们声称，这些学生从普通公民和国外获得了巨额捐款。学生腐败问题从未得到彻底解决。學運领导人包括吾尔开希、周勇军、柴玲和封从德等人都遭到指控。一些人声称，根本沒有人管控學生所收到的捐赠的处理方式，只有学生單方面聲稱這些資金被用于開展学生运动。:42

### 未使用的捐款流向
在六四清場前一周，民主歌聲獻中華筹集了1300万港元。有明显的证据表明，一些帐篷和补给品已送到天安门广场，但所有筹集的资金都不可能在一周之内用完。6月4日，其他民主团体仍有可能還有未使用的资金。鉴于六四运动以暴力和混乱收場，这些未动用的资金流向还不得而知。

## 参見
- 北京高校学生自治联合会
- 保衛天安門廣場總指揮部
- 北京工人自治联合会
- 天安门绝食